# Château de Villebon-sur-Yvette
Le château de Villebon-sur-Yvette est un château français situé dans la commune de Villebon-sur-Yvette, en pays Hurepoix, sur les rives de l'Yvette, dans la basse vallée de Chevreuse, dans le département de l'Essonne et la région Île-de-France à dix-huit kilomètres au sud-ouest de Paris.

## Situation
| \| Localisation du château de Villebon-sur-Yvette dans l'Essonne. · Château de Villebon-sur-Yvette \| Localisation du château de Villebon-sur-Yvette dans l'Essonne. |
| Localisation du château de Villebon-sur-Yvette dans l'Essonne. · Château de Villebon-sur-Yvette                                                                      |

Le château de Villebon-sur-Yvette est situé dans le hameau du village de la commune éponyme, il surplombe par le sud la vallée de l'Yvette. Installé dans une plaine agricole, il est installé au centre d'un parc arboré de vingt-six hectares clos de mur en « L » inversé.

## Histoire
En 1056, le domaine de Villebon est détaché de Palaiseau et revient à Fromond de Paris, premier seigneur du lieu. Son fils, Aszo de Villabona fait construire une ferme fortifiée dotée de souterrain pour se cacher en cas d'attaque. Sans grande modification, le château et le domaine sont transmis à Gautier de Villabona (de Villebon), puis à son fils Hugues.
En 1474, le domaine et ce qui n'est encore qu'une grande demeure est cédée à la famille De Thou, en l'occurrence, Jacques de Thou, avocat et conseiller au Parlement de Paris. En 1512, Augustin de Thou, qui n'aime pas cette demeure démodée, peu confortable et humide, y fait construire à la place un petit château, trois pavillons avec une belle galerie de style Renaissance dont subsiste aujourd'hui le pavillon Henri IV. En 1587, Nicolas de Thou, évêque de Chartres fait bâtir près du portail une chapelle dédiée aux saints Côme et Damien.
En 1611, un incendie ravage le corps central du château. Jacques-Auguste de Thou confie alors à Louis Métezeau, architecte d'Henri IV sa reconstruction qui ne pourra aboutir. Le domaine est donc revendu en l'état à André Potier de Novion qui termine la rénovation, en mariant les deux ailes Renaissance à un nouveau bâtiment. Son fils, Nicolas Potier de Novion l'agrandira de deux ailes. Il agrandira aussi la chapelle et la dotera d'un autel, puisqu'elle est le nouveau siège de la paroisse. En 1649, le château est pillé durant la Fronde. En 1656, le propriétaire rénovera profondément les deux ailes extérieures.
En 1696, le domaine est vendu à Hubert de Champy, Intendant de la marine à Brest. En 1704, il est propriété de Guillaume Delors de Serignan, puis légué à la marquise de Pertuis, puis à la marquise de Pracomtal. Le château ne sera pas touché par les troubles de la Révolution si ce n'est une perquisition des commissaires de Versailles.
En 1806, la propriété revient au comte Alfred-Félix de Montesquiou-Fezensac qui construit l'orangerie et le presbytère. Il revend rapidement en 1832 le domaine au baron Laurent-Antoine-Isidore de Nivière qui construira le pigeonnier. Ses descendants ne feront pas de modifications au château et Léon-Henri de Nivière le vendra avec le domaine de cent hectares en 1920 à la société immobilière de Villebon pour un million de francs.
Cette société est en fait l'École de l'Île-de-France précédemment installée à Liancourt. Cette école, internat pour garçons, est organisée en quatre groupes de trente élèves pour chacun des quatre pavillons. Mais en 1933, un incendie touche le pavillon Sully et les salles de classe, l'école doit cesser ses activités. En 1937, la propriété est revendue à la Congrégation de Saint-Vincent-de-Paul qui en fera une maison de retraite pour les frères lazaristes jusqu'en 1994, où le château deviendra un centre de retraite spirituelle.
Aujourd'hui, le site accueille aussi un collège et lycée privé catholique en internat et externat.

## Architecture
Le corps principal de style renaissance est composé du pavillon Liancourt (XVIe siècle) et du pavillon Henri IV (XVIIe siècle). S'y ajoute le portail ou pavillon Sully et le château d'eau du XVIe siècle aussi, l'orangerie, le presbytère et le pigeonnier de style néoclassique du XIXe siècle.

## Parc
Le domaine faisait à l'origine deux cents hectares, il a été réduit à cent puis quatre-vingt lors de l'achat puis la vente par la société immobilière de Villebon en 1920. Aujourd'hui, il occupe vingt-cinq hectares, principalement de bois. Il est organisé en deux grandes pelouses et deux allées : François Ier et Henri IV. Il dispose d'un lac et d'une source, où serait venue se désaltérer Sainte Geneviève après son secours de Paris. Il est clos par un mur d'enceinte et une grille d'honneur, aujourd'hui inusitée.

## Le château aujourd'hui
Le château est aujourd'hui occupé d'une part par le centre de retraite des frères lazaristes et par le Collège et Lycée de l'Île-de-France.
Il subsiste aujourd'hui du château de style renaissance d'Augustin de Thou le portail d'entrée (1514) appelé pavillon Sully, le château d'eau et le pavillon Henri IV.
L'orangerie subsiste et a été transformée en gymnase pour l'école.
Le pigeonnier est resté en l'état depuis sa construction.
Dans le parc, à proximité de l'orangerie, un terrain de sport a été aménagé pour les besoins de l'école.

## Galerie

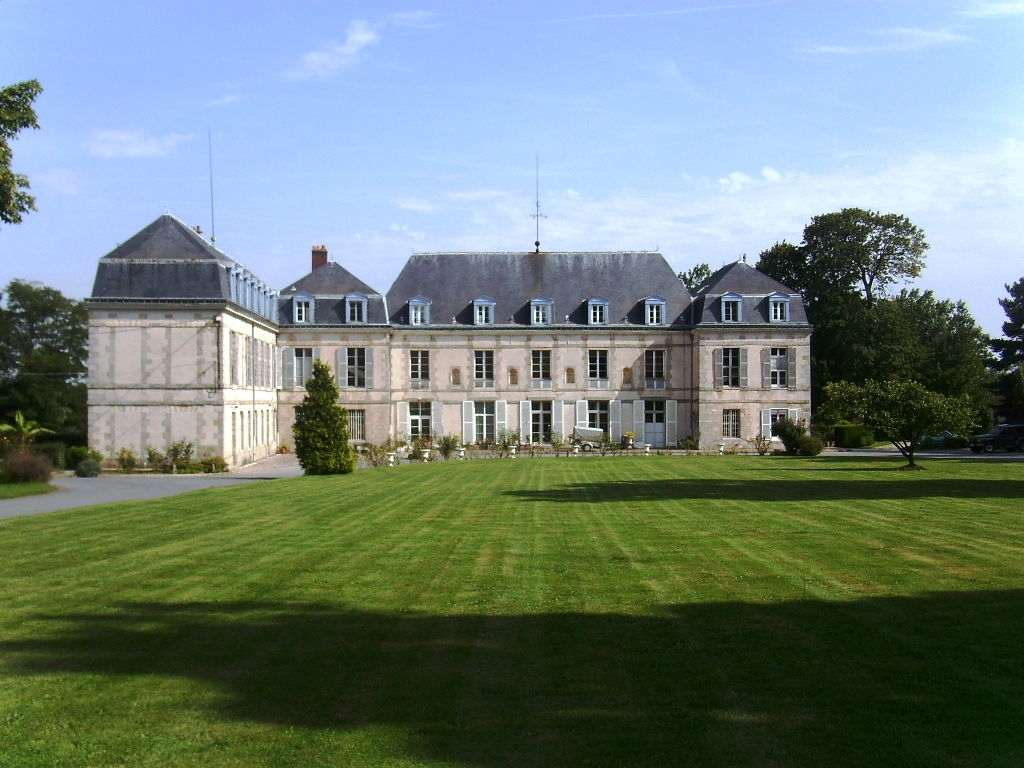
Corps principal du château, pavillon Liancourt à gauche et Henri IV de face.
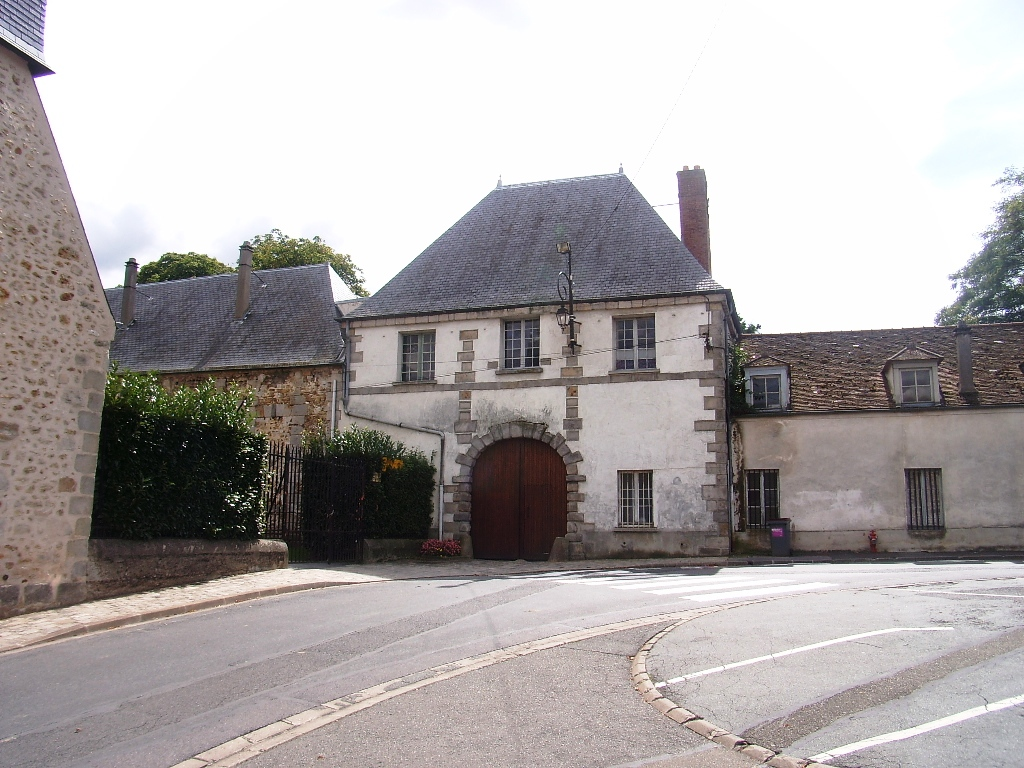
Portail du château, pavillon Sully.

## Pour approfondir